# Zatyle (Owieczki)
Zatyle – część wsi Owieczki w Polsce położona w województwie łódzkim, w powiecie sieradzkim, w gminie Klonowa.
W latach 1975–1998 Zatyle administracyjnie należało do województwa sieradzkiego.